# Gustavo Echaniz
Gustavo Pedro Echaniz Conchez (* 4. September 1960 in San Nicolás de los Arroyos, Provinz Buenos Aires) ist ein ehemaliger argentinischer Fußballspieler auf der Position eines Stürmers. 

## Laufbahn
Echaniz begann seine Profikarriere 1981 bei den Chacarita Juniors, mit denen er im selben Jahr die Meisterschaft der dritten Liga gewann und die Rückkehr in die zweite Liga schaffte. 
1983 spielte er für den Club Atlético Huracán erstmals in der höchsten Spielklasse Argentiniens und wurde bereits nach wenigen Monaten von einem Talentspäher des mexikanischen Erstligisten Club América entdeckt und für die Saison 1983/84 nach Mexiko geholt, wo er mit seinem neuen Verein auf Anhieb den Meistertitel gewann. 
Obwohl Echaniz in jener Saison mit 13 Treffern der erfolgreichste Torschütze der Americanistas war, konnte er die Verantwortlichen nicht von sich überzeugen und erhielt keinen neuen Vertrag. Das mag auch daran gelegen haben, dass ebenfalls im Angriff mit Carlos Hermosillo gerade ein neues Talent im Verein heranreifte, der als Mexikaner schnell zum Publikumsliebling der Fans wurde. 
Die nächsten anderthalb Jahre verbrachte Echaniz bei Americas Ligarivalen Puebla FC, bevor er zu Beginn des Jahres 1986 nach Argentinien zurückkehrte und für den Club Atlético San Lorenzo de Almagro spielte. Anschließend wurde er von den Cobras Querétaro verpflichtet, mit denen er am Ende der Saison 1986/87 in die damals noch zweitklassige Segunda División abstieg. 
Nach diesem Misserfolg beendete er seine Spielerlaufbahn in Mexiko und kehrte nach Argentinien zurück, wo ihm in der Saison 1988/89 mit dem Club Unión de Santa Fe der Wiederaufstieg in die erste Liga gelang. 
Für die Saison 1990/91 wurde er vom VSE St. Pölten verpflichtet, konnte dort aber nicht überzeugen und kehrte nach nur einer Spielzeit in seine Heimat zurück, wo er noch für den Club Atlético Colón de Santa Fe, den Club Almirante Brown und den All Boys spielte, bevor er seine aktive Laufbahn 1993/94 beendete. 
Seit Jahren ist Echaniz als Trainer unterklassiger Vereine in Argentinien im Einsatz und war zuletzt beim Club Atlético Huracán, einem in Ingeniero White beheimateten Namensvetter des bekannteren Vereins aus der Hauptstadt Buenos Aires, beschäftigt.

## Erfolge
- Mexikanischer Meister: 1984 (mit América)
- Argentinischer Zweitligameister: 1989 (mit Unión de Santa Fe)
- Argentinischer Drittligameister: 1981 (mit Chacarita)